# RSC Theux
RSC Theux was een Belgische voetbalclub uit Theux. Het was een van de oudere clubs uit het land, maar speelde nooit lang in de hoogste voetbalreeksen. Theux was aangesloten bij de Voetbalbond met stamnummer 14. De club fusioneerde in 1998 met RCS Juslenvillois. De nieuwe club kreeg de naam RAF Franchimontois.

## Geschiedenis
De club werd opgericht in 1901 als Sporting Club de Theux (SC Theux). Van 1904 tot 1908 trad de club aan in de Luikse reeks in de tweede afdeling, toen een derde klasse waarvan de winnaars achteraf om de titel in eerste afdeling (latere Tweede klasse) speelden. In 1908/09 eindigde Theux daar tweede, en kon zo ook effectief deelnemen aan de Eerste Afdeeling. Ook de volgende twee seizoenen trad Theux aan in deze reeks. In 1911 eindigde men echter als voorlaatste, en de club zakte weer naar de lagere reeksen.
Ruim een decennium later, in 1924, bereikte Theux opnieuw de Eerste Afdeeling. De ploeg eindigde als op drie na laatste, en moest door het groot aantal zakkers na één seizoen opnieuw degraderen. Bij het 25-jarige bestaan in 1926 kreeg de club de koninklijke titel en werd Royal Sporting Club de Theux (RSC Theux).
Halverwege de jaren 30 zou RSC Theux nog even terugkeren in de nationale reeksen, met drie seizoenen Tweede Afdeeling (de latere Derde klasse). In 1937 verdween Theux echter weer. De club verdween uit het nationale voetbal, en zakte verder tot de laagste provinciale reeksen.
Pas meer dan een halve eeuw later zou Theux weer in de nationale reeksen verschijnen. Van 1990 tot 1994 speelde Theux vier seizoenen in de Vierde Klasse, maar zakte daarna weer naar het provinciaal voetbal.
In 1998 fusioneerde RSC Theux met RCS Juslenvillois. Het stamnummer 3853 van Juslenvillois werd geschrapt, en de nieuwe club ging als RAF Franchimontois verder met het oude stamnummer 14 van Theux.

## Resultaten
| 1908/09                             |   | 7  |     |      |     | Promotie                                  | 9                                         |                                                                          |                                           |
| 1909/10                             |   | 10 |     |      |     | Promotie                                  | 10                                        |                                                                          |                                           |
| 1910/11                             |   | 11 |     |      |     | Promotie                                  | 11                                        |                                                                          |                                           |
| Provinciaal voetbal tot en met 1924 |   |    |     |      |     |                                           |                                           |                                                                          |                                           |
| 1924/25                             |   | 11 |     |      |     | Promotie B                                | 21                                        |                                                                          |                                           |
| Provinciaal voetbal tot en met 1934 |   |    |     |      |     |                                           |                                           |                                                                          |                                           |
|                                     | I | II | III | P.II |     | Vanaf 1926/27 zijn er 3 nationale niveaus | Vanaf 1926/27 zijn er 3 nationale niveaus | Vanaf 1926/27 zijn er 3 nationale niveaus                                | Vanaf 1926/27 zijn er 3 nationale niveaus |
| 1934/35                             |   |    | 11  |      |     | Bevordering D                             | 20                                        |                                                                          |                                           |
| 1935/36                             |   |    | 8   |      |     | Bevordering A                             | 23                                        |                                                                          |                                           |
| 1936/37                             |   |    | 13  |      |     | Bevordering B                             | 20                                        |                                                                          |                                           |
| Provinciaal voetbal tot en met 1990 |   |    |     |      |     |                                           |                                           |                                                                          |                                           |
|                                     | I | II | III | IV   | P.I | Vanaf 1952/53 zijn er 4 nationale niveaus | Vanaf 1952/53 zijn er 4 nationale niveaus | Vanaf 1952/53 zijn er 4 nationale niveaus                                | Vanaf 1952/53 zijn er 4 nationale niveaus |
| 1990/91                             |   |    |     | 7    |     | Vierde klasse D                           | 31                                        |                                                                          |                                           |
| 1991/92                             |   |    |     | 2    |     | Vierde klasse D                           | 37                                        |                                                                          |                                           |
| 1992/93                             |   |    |     | 10   |     | Vierde klasse D                           | 27                                        |                                                                          |                                           |
| 1993/94                             |   |    |     | 14   |     | Vierde klasse C                           | 19                                        | Verlies in eindronde voor behoud tegen R. Stade Brainois (1-1; 3-4 n.p.) |                                           |
| Provinciaal voetbal tot en met 1998 |   |    |     |      |     |                                           |                                           |                                                                          |                                           |

## Bekende (ex-)spelers SC Theux
- Alexandre Caro voor WO I + CS Verviétois
- Henri Boulanger later FC Liègeois (voor WO I)
- Jean Couchard later FC Liègeois (voor WO I)
- Louis Duchesne later Standard CL (voor WO I)
- Maurice Hotermans nick Vitesse later FC Liègeois en CS Verviétois (voor en na WO I)
- Patrice Kimoni 1970-1971
- Philippe Crémer na WO I
- Ernest Collette na WO I
- Severin Derrez na WO I
- Henri Marchal 1925-1938 Tilleur FC en SC Theux
- André Radar 1990-1994 ook FC Liègeois en FC Sérésien
- Joseph Raxhon voor WO I + Standard CL